# Laccophilus ekari
Laccophilus ekari är en skalbaggsart som beskrevs av Balke, Larson och Lars Hendrich 1997. Laccophilus ekari ingår i släktet Laccophilus och familjen dykare. Inga underarter finns listade i Catalogue of Life.